# Abarema oxyphyllidia
Abarema oxyphyllidia е вид растение от семейство Бобови (Fabaceae). Видът е уязвим и сериозно застрашен от изчезване.

## Разпространение
Разпространен е в Хондурас.